# Liste der Straßennamen in Lissabon/Alvalade
Die Liste der Straßennamen in Lissabon/Alvalade listet Namen von Straßen und Plätzen der Freguesia Alvalade der portugiesischen Hauptstadt Lissabon auf und führt dabei auch die Bedeutungen und Umstände der Namensgebung an. Aktuell gültige Straßenbezeichnungen sind in Normalschrift angegeben, nach Umbenennung oder Überbauung nicht mehr gültige Bezeichnungen in Kursivschrift.

## Straßen in alphabetischer Reihenfolge
- Autoparque Sabugosa
- Avenida Almirante Gago Coutinho
1960 benannt nach dem Flugpionier Gago Coutinho (1869–1959), zuvor Avenida do Aeroporto
- Avenida da República
- Avenida de Roma
- Avenida dos Estados Unidos da América
1911 benannt nach den Vereinigten Staaten von Amerika, zuvor Avenida Joaquim Larcher
- Avenida Frei Miguel Contreiras
1955 benannt nach dem (möglicherweise nicht existierenden) spanischen Mönch Miguel Contreiras
- Avenida São João de Deus
- Largo Cristóvão Aires
1955 benannt nach dem Armeegeneral Cristóvão Aires (1853–1930)
- Largo Fernandes Costa
- Largo Machado de Assis
- Largo Rodrigues Cordeiro
- Praça Andrade Caminha
- Praça Francisco de Morais
1952 benannt nach dem Schriftsteller Francisco de Morais (~1500–1572)
- Praça Gonçalo Trancoso
- Rua Alfredo Cortês
- Rua Antero de Figueiredo
1955 benannt nach dem Schriftsteller Antero de Figueiredo (1886–1953)
- Rua António Andrade
- Rua António Ferreira
- Rua Bulhão Pato
1955 benannt nach dem Schriftsteller Bulhão Pato (1829–1912)
- Rua Conde de Sabugosa
- Rua Coronel Bento Roma
- Rua de Entrecampos
- Rua Diogo Bernardes
- Rua Dom Francisco de Sousa Coutinho
- Rua dos Lagares D'El-Rei
- Rua Doutor Gama Barros
- Rua Fernão Álvares do Oriente
1952 benannt nach dem Soldaten und Schriftsteller Fernão Álvares do Oriente
- Rua Flores do Lima
- Rua Francisco Andrade
- Rua Frei Amador Arrais
- Rua Frei Tomé de Jesus
- Rua General Pimenta de Castro
- Rua Guilhermina Suggia
1955 benannt nach der Cellistin Guilhermina Suggia (1885–1950)
- Rua Infante Dom Pedro
- Rua Jerónimo Corte-Real
- Rua Jorge Ferreira de Vasconcelos
- Rua José Carlos dos Santos
- Rua José Pinheiro de Melo
- Rua Moniz Barreto
1934 benannt nach dem Journalisten und Literaturkritiker Moniz Barreto (1863–1896)
- Rua Moura Girão
1956 benannt nach dem Maler José Moura Girão (1840–1916)
- Rua Pedro Ivo
- Rua Teixeira de Pascoais
- Rua Visconde de Seabra
- Travessa Henrique Cardoso